# Zlo s lidskou tváří
Zlo s lidskou tváří (v anglickém originále Extremely Wicked, Shockingly Evil and Vile) je americký životopisný kriminální film z roku 2019 o životě sériového vraha Teda Bundyho, který natočil režisér Joe Berlinger podle scénáře Michaela Werwieho a který vychází z pamětí Bundyho bývalé přítelkyně Elizabeth Kendallové The Phantom Prince: My Life with Ted Bundy. Ve filmu hrají Zac Efron jako Bundy, Lily Collinsová jako Kendallová, Kaya Scodelarioová jako Bundyho manželka Carole Ann Booneová a John Malkovich jako Edward Cowart, předsedající soudce Bundyho procesu. Název filmu je odkazem na Cowartovy poznámky o Bundyho vraždách, které pronesl při vynášení rozsudku smrti.
Snímek měl světovou premiéru na filmovém festivalu Sundance 26. ledna 2019 a ve Spojených státech jej společnost Netflix uvedla 3. května 2019 na své streamovací platformě a v USA také v omezené kinodistribuci. Film získal od kritiků smíšené hodnocení, ačkoli výkony Efrona a Collinsové byly chváleny.

## Děj
V roce 1969 v Seattlu se student práv Ted Bundy seznámí s Liz Kendall, mladou sekretářkou a rozvedenou matkou. Začnou spolu chodit a Ted jí pomáhá s výchovou její dcery Molly.
Roku 1974 zprávy informují o sérii vražd mladých žen, včetně dvou, které zmizely u jezera Sammamish. Svědci popsali muže podobného Tedovi, který žádal ženy o pomoc s kajakem. Policie zveřejní portrét pachatele a po stovkách hlášení je Ted zatčen.
Mladá žena Carol DaRonch Teda identifikuje v sestavě jako muže, který ji unesl a vyhrožoval jí. Ted je na kauci propuštěn, ale poté odsouzen za únos na minimálně 1 rok a maximálně 15 let vězení. Krátce nato ho Colorado obviní z vraždy Caryn Campbell.
Ted, který se u soudu hájí sám, unikne z budovy soudu skokem z okna, ale je po šesti dnech dopaden. Liz, zlomená z vývoje situace, ho navštíví a vztah ukončí. Ted později opět uteče, tentokrát z věznice, a po vraždách ve floridském kampusu je znovu zadržen.
Ted začíná získávat pozornost veřejnosti, zejména žen, které ho zbožňují. Navštěvuje ho stará známá Carole Ann Boone, s níž se sblíží a během procesu ji požádá o ruku. Ted odmítne dohodu o vině která by vedla pouze k odnětí svobody a nikoliv k trestu smrt. 
Soudní proces odhalí důkazy, včetně otisku jeho zubů odpovídajících ranám na oběti. Porota uzná Bundyho vinným z vražd, pokusů o vraždu a vloupání. Soudce ho odsoudí k trestu smrti.
O deset let později Liz přijde Teda navštívit s fotografií jedné z jeho obětí a žádá pravdu. Ted nakonec v mlze na skle napíše „pila“, čímž přizná, že usekl oběti hlavu. Liz v šoku odchází, ale venku ji čekají nový manžel Jerry a dospívající Molly. Liz konečně cítí úlevu.
Závěr filmu uvádí, že Ted byl popraven v lednu 1989 ve věku 42 let a krátce před smrtí přiznal přes 30 vražd. Jeho popel byl rozptýlen v horách, kde zanechal ostatky svých obětí.